# Gracias a la vida (album)
Albums de Joan Baez
Where Are You Now, My Son?
(1973) Diamonds and Rust
(1975)
Gracias a la vida est un album en espagnol de Joan Baez sorti en 1974. Les chansons de cet album incluent une sélection de chanteurs chiliens et de compositions de Víctor Jara (torturé et assassiné en 1973) et Violeta Parra, qui composa le premier titre de la chanson Gracias a la vida.

## Titres
| 1. | Gracias a la vida                                                                                   | Violeta Parra                                          | 3:30 |
| 2. | Llego Con Tres Heridas (d'après un poème de Miguel Hernández mis en musique par Joan Manuel Serrat) |                                                        | 2:11 |
| 3. | La Llorona (traditionnel)                                                                           |                                                        | 3:50 |
| 4. | El Preso Numero Nueve                                                                               | Los Hermanos Cantoral                                  | 3:22 |
| 5. | Guantanamera                                                                                        | Joseíto Fernández, Jose Martí, adapted by Julián Orbón | 3:50 |
| 6. | Te Recuerdo Amanda                                                                                  | Víctor Jara                                            | 2:35 |
| 7. | Dida                                                                                                | Joan Baez                                              | 3:34 |

| 8.  | Cucurrucucú Paloma            | T. Méndez              | 4:50 |
| 9.  | Paso Río (traditionnel)       |                        | 0:50 |
| 10. | El Rossinyol (traditionnel)   |                        | 3:06 |
| 11. | De Colores                    | traditionnel           | 2:25 |
| 12. | Las Madres Cansadas           | Joan Baez              | 3:30 |
| 13. | No Nos Moveran (traditionnel) |                        | 3:20 |
| 14. | Esquinazo Del Guerrillero     | F. Alegría, R. Alarcón | 2:40 |